# پتیت کروز (رود)
پتیت کروز (فرانسوی: la Petite Creuse‎) رودی است که در کروز واقع شده است.